# Gjergj Lleshi
Gjergj Alëks Lleshi was een Albanese militair. Lleshi vocht gedurende de late middeleeuwen in de Albanees-Ottomaanse oorlog bij de Liga van Lezhë waarin hij de rang van commandant kende. Lleshi was een van de naaste compagnons van opperbevelhebber Skanderbeg. Lleshi wist de Ottomaanse officier Ballaban Badera gedurende het Beleg van Krujë uit te schakelen. Lleshi beschoot Badera met een haakbus.
Slagen van Arianit (voor Skanderbeg) · Slag van Torvioll · Eerste Slag van Mokra · Slag van Otonetë · Albanees-Venetiaanse Oorlog · Eerste Slag van Oranik · Beleg van Svetigrad · Eerste Beleg van Krujë · Slag van Modrica · Eerste Slag van Meçad · Eerste Slag van Pollog · Beleg van Berat · Tweede Slag van Oranik · Slag van Ujëbardha · Italiaanse expeditie · Eerste Slag van Mokra · Macedonië-veldtocht (Tweede Slag van Mokra, Tweede Slag van Pollog, Slag van Livad) · Slag van Ohrid · Eerste Slag van Vajkal · Derde Slag van Oranik · Ballaban's veldtocht (Tweede Slag van Vajkal, Slag van Kashari) · Slag van Kumaniv · Tweede Beleg van Krujë · Derde Beleg van Krujë · Vierde Beleg van Krujë (na de dood van Skanderbeg)